# Сибирцевское городское поселение
Сибирцевское городско́е поселе́ние — городское поселение в Черниговском районе Приморского края.
Административный центр — пгт Сибирцево.

## История
Статус и границы городского поселения установлены Законом Приморского края от 11 октября 2004 года № 146-КЗ «О Хорольском муниципальном районе»

## Население
| 2008    | 2010    | 2011    | 2012    | 2013    | 2014    | 2015    |
| ------- | ------- | ------- | ------- | ------- | ------- | ------- |
| 14 163  | ↗15 105 | ↘15 065 | ↘14 810 | ↘14 686 | ↘14 528 | ↘14 363 |
| 2016    | 2017    | 2018    | 2019    | 2020    | 2021    | 2023    |
| ↘14 238 | ↘14 170 | ↘14 057 | ↘14 019 | ↘13 924 | ↘11 057 | ↘10 904 |

## Состав городского поселения
В состав городского поселения входят девять населённых пунктов:
| № | Населённый пункт   | Тип населённого пункта      | Население |
| - | ------------------ | --------------------------- | --------- |
| 1 | Высокое            | село                        | ↘149      |
| 2 | Монастырище        | село                        | ↘3597     |
| 3 | Орехово            | село                        | ↘213      |
| 4 | Орехово-Приморское | железнодорожная станция     | ↘10       |
| 5 | Светлояровка       | железнодорожный разъезд     | ↗11       |
| 6 | Сибирцево          | пгт, административный центр | ↘6787     |
| 7 | Сибирцево-3        | посёлок                     | →0        |
| 8 | Халкидон           | село                        | ↘667      |
| 9 | Халкидон           | железнодорожная станция     | ↘21       |

## Местное самоуправление
Администрация
Адрес: 692390, пгт Сибирцево, ул.Красноармейская, 16-А. Телефон: 8 (42351) 20-3-04
Глава администрации
- Седин Владимир Владимирович